# الإمام الشافعي (مسلسل)
مسلسل الإمام الشافعي مسلسل تاريخي مصري عُرض في شهر رمضان 1428هـ/2007 حول سيرة الإمام الشافعي.

## قصة
يتناول العمل سيرة الامام الشافعى ثالث الأئمة منذ ولادته ووفاة ابيه. فبدأ الإمام  حياته وحليفاه اليتم والفقر، ورأت الأم أن تنتقل بولدها إلى مكة، فانتقلت به وهو صغير لايجاوز السنتين كانت حياتهما ومعاشتهما صعبة لكن امه حفظت وصية ابيه وحثته علي علم، حفظ القرآن وهو حدث، ثم أخذ يطلب اللغة والأدب والشعر حتى برع في ذلك كله ونتقل بعد دراسته بمكة الي المدينة وتتلمذه علي يد الامام مالك بن انس واعجب الأمام وبفطنته و قوة حفظه وقربه اليه... لقد كان الشافعي رضي الله عنه فصيح اللسان بليغا حجة في لغة العرب ونحوهم، إشتغل بالعربية عشرين سنة مع بلاغته وفصاحته، ومع أنه عربي اللسان والدار والعصر وعاش فترة من الزمن في بني هذيل فكان لذلك أثره الواضح على فصاحته وتضلعه في اللغة والأدب والنحو، إضافة إلى دراسته المتواصلة وإطلاعه الواسع حتى أضحى يرجع إليه في اللغة والنحو... ثم رحيله إلى العراق لتلاقي العلم وعرف صاحب أبى حنيفة وتلقى منه فقه أبى حنيفة، وناظره في مسائل كثيرة ورفعت هذه المناظرات إلى الخليفة هارون الرشيد فسر منه وكيف حارب تعصب وغلو بعض في الأسلام وخاصة عصبة من المتطارفين المتعصبين للإمام مالك بعد وفاته.. ثم رحل الشافعى بعدها إلى مصر وإلتقى بعلمائها وأعطاهم وأخذ منهم وأصبح الشافعى في هذه الفترة إماما له مذهبه المستقل ومنهجه الخاص به ... واخيرا وفاته قد استمر الشافعى في مصر يفتى ويعلم حتى توفى - رحمه الله - سنة 204 هـ

## فريق العمل

### بطولة
| - إيمان البحر درويش: الامام الشافعي - منى عبد الغني: نفيسة بنت الحسن - فايزة كمال: حمدة بنت نافع تمثيل - محمد عبد الجواد: محمد بن الحسن الشيباني - نبيل نور الدين: عبد الله بن عبد الحكم - مفيد عاشور: الليث بن سعد - مصطفى حشيش: البويطي - خالد الذهبي: أبو عبد الله محمد المهدي - عبير الشرقاوي: الخيزران بنت عطاء - أحمد حلاوة: سالم | - بسام رجب: هارون الرشيد - أشرف طلبة: إسماعيل بن جعفر - خليل مرسي: بشر المريسي - فهمي الخولي - عبد السلام الدهشان: راشد - راندا عوض: زوجة بشر - ميار الببلاوي: زبيدة بنت جعفر - عاصم نجاتي: أحمد بن حنبل - صبحي خليل: فتيان - بهاء ثروت: عبد الله المأمون - أحمد صيام: فضل بن سهل السرخسي | - عادل أمين: السري بن عبد الله بالإشتراك مع - عثمان محمد علي: أبو جعفر المنصور - محمد ولاء الدين: أبو يوسف - محمود عبد الغفار: يعقوب - عبد الحميد المنير: ثعلبة - محمود الحفناوي - عبدالمنعم سعد: سمعان - صفاء علم الدين: فاطمة بنت مالك - سامح أبو الغار: أبو محمد موسى الهادي | - إيمان رجائي: مسلمة بنت بشر - مدحت الكاشف - احمد هزاع: محمد الأمين - حسن عيد: عثمان بن الشافعي - سيد ممدوح: محمد بن عبد الله بن عبد الحكم - بهجت السمري - إيمان حمدي: خالدة النجوم - سميرة عبدالعزيز: وائلة - أشرف عبد الغفور: الامام مالك |

إشترك في التمثيل:
- إبراهيم بعلوشة
- جلال الهجرسي
- يوسف العسال
- عفاف مصطفى
- مجدي عبد الظاهر
- حجاج كامل
- مصطفى محمد أحمد
- وفاء حمدي
- محيى الدين عبد الحميد
- هنادي صابر
- محمد درديري
- وفاء الشرقاوي
- إيهاب مبروك
- رويدا محمود
- صفوت الغندور
- طلعت الشريف
- جمال الفيشاوي
- سمير عامر
- إبراهيم فرح
- طاهر شمعه
- جمال فرج
- محمد محمود دياب
- احمد النمرسي
- محمد دسوقي
- محمود مهدي عباس: الامام الشافعي صغيرا
- وائل بدر
- محمد الجنايني
- محمد صلاح
- أحمد العشري
- مازن ابراهيم
- محمد نجم
- رامي عادل
- علي أمين
- جمال ابراهيم
- فتحي فياض
- ملك الصاوي
- سلمى فخري
- سامر المنياوي
- أسامة عبد الله
- اكمل المعداوي
- فاروق رمضان
- علاء حسني
- محمد أكرم
- ياسر جودة
- عمرو محمود
- محمود الشوربجي
- محمد بطاوي
- نادر بشاي
- منصور عبد المنعم
- أحمد مجدي
- أحمد حسين
- عبد الله محمد
- هيثم عبد الغفار
- أشرف منصور
- كامل الليثي
- أحمد الطوخي
- اسلام فهمي
- جلال زكي
- عبد الهادي السيد
- مصطفى انور
- محمد أبو الفتح
- محمد جمعة
- نجوى رمضان
- محمد عبد الحارث
- أشرف فاروق
- صلاح خليفة
- شيماء ربيع
- حسام جابر
- محمد جمعة
- فؤاد عاصم: من رجال مالك
- هدى الأعصر
- عمرو خليل
- أحمد السيد
- خالد حسن
- ميا فارس
- شمس الشرقاوي

## وصلات خارجية
- مسلسل الامام الشافعي - يوتيوب